# Friedrich Biegler-König
Friedrich Biegler-König (* 1954) ist ein deutscher Mathematiker.

## Leben
Biegler-König promovierte 1980 nach einem Studium der Mathematik an der Universität Bielefeld. Im Anschluss arbeitete er als postdoctoral researcher an der McMaster University in Hamilton (Kanada) und Stanford University (USA). Von 1982 bis 1985 war er wissenschaftlicher Mitarbeiter an der Fakultät für Chemie der Universität Bielefeld. Nach weiteren fünf Jahren bei der Bayer AG in Leverkusen wurde er 1990 zum Professor für Angewandte Informatik und Künstliche Intelligenz an die Hochschule Hannover (damals: Fachhochschule Hannover) berufen. Seit 1996 lehrt er Angewandte Mathematik und Informatik an der Fachhochschule Bielefeld.
Seit 2009 ist er dort Vizepräsident für Planung und Infrastruktur.

## Publikationen (Auswahl)
- Friedrich Biegler-König, Jens Schönbohm: Update of the AIM2000-program for atoms in molecules. In: Journal of computational chemistry. Band 23, Nr. 15, 2002, S. 1489–1494, doi:10.1002/jcc.10085.
- Friedrich Biegler-König: Calculation of Atomic Integration Data. In: Journal of Computational Chemistry. Band 21, Nr. 12, 2000, S. 1040–1048.
- Friedrich Biegler-König: Inverse Eigenwertprobleme. Univ., Diss.--Bielefeld, 1980. S. 91.